# Doplněk (větný člen)
Doplněk (též atribut verbální) je rozvíjející větný člen, který rozvíjí zároveň dva větné členy – na jedné straně buď podmět (subjektový doplněk) nebo předmět (objektový doplněk) a na druhé straně přísudek. Bývá vyjádřen podstatným jménem, přídavným jménem, zájmenem, číslovkou, slovesným infinitivem, slovesným přechodníkem či vedlejší větou. Většinou bývá na konci věty.
Doplněk, pokud je vyjádřen podstatným jménem, může být bezespojkový nebo uvozen spojkou (v češtině většinou jako, za). Bezespojkový doplněk se většinou pádem shoduje se svým jmenným členem, který rozvíjí, může však být i v jiném (ve slovanských jazycích běžně v instrumentálu).

## Příklady doplňku
| příklad                            | jaký doplněk   | vyjádřený čím     | rozvíjí co |
| ---------------------------------- | -------------- | ----------------- | ---------- |
| Kurfiřti zvolili Rudolfa za krále. | předložkový    | podstatným jménem | předmět    |
| Kůň ležel vyčerpaný.               |                | přídavným jménem  | podmět     |
| Nechali ji tam samotnou.           | bezpředložkový | přídavným jménem  | předmět    |
| Závěry z toho vyplývaly tři.       | bezpředložkový | číslovkou         | podmět     |
| Stáli, zírajíce na to.             | rozvinutý      | přechodníkem      | podmět     |
| Uslyšela houkat sovu.              |                | infinitivem       | předmět    |
| Spatřili psa, jak utíká za kočkou. | rozvinutý      | vedlejší větou    | předmět    |

Některé z těchto příkladů se ale dají vysvětlit bez použití kategorie doplňku. Například nespojitými (přerušenými) větnými členy: vyčerpaný ve větě Kůň ležel vyčerpaný lze považovat za přívlastek slova kůň, podobně jako ve větě Vyčerpaný kůň ležel.
Je nutné rozlišovat doplněk od jmenné části přísudku jmenného se sponou – doplněk nikdy nestojí po sponovém slovese (být, v některých pojetích i stát se):
- Chlapec se vrátil unaven (doplněk). x Chlapec je unaven (jmenná část přísudku).

Někteří autoři doplněk za samostatnou kategorii větných členů vůbec nepovažují a výrazy tradičně určované jako doplněk považují za příslovečná určení.

## Rozvitost doplňku
Doplněk, na nějž se nevážou další větné členy, se nazývá holý; v češtině je nejběžnější: Chlapec se vrátil unaven. Doplněk s dalšími větnými členy je rozvitý. Doplněk je nejčastěji rozvinut příslovečným určením: chlapec se vrátil velmi unaven nebo přívlastkem: kurfiřti zvolili Rudolfa za krále Svaté říše římské. Doplněk může být (stejně jako ostatní větné členy) zastoupen více částmi, pak jde o doplněk několikanásobný. Jednotlivé části několikanásobného doplňku mohou být navzájem spojeny různými způsoby:
- Chlapec se vrátil unaven a znechucen.
- Spatřil je vyčerpány nebo snad poraženy.
- Chlapec se nevrátil unaven, ale zcela znechucen.

Jednotlivé části několikanásobného doplňku mohou být rovněž holé nebo rozvité.